# Broken Lance
Lanza rota —cuyo título original en inglés es Broken Lance— es una película estadounidense de 1954 dirigida por Edward Dmytryk y protagonizada por Spencer Tracy, Robert Wagner y Richard Widmark. 

## Argumento
El rico ganadero Matt Deveraux (Spencer Tracy) creó desde la nada un imperio ganadero. Durante ese tiempo trató tiránicamente a sus hijos excepto a su hijo menor Joe. Un día hace una incursión en las tierras de un minero de cobre, que, al fundir el mineral, contamina las aguas del río que precisa para su ganado. Para protegerse de repercusiones, divide su propiedad entre sus hijos. Aun así uno de éstos, Joe (Robert Wagner) decide asumir la responsabilidad por el asalto a las tierras del minero para proteger a su padre de la cárcel, porque sabe que sería mortal para él ir allí. De esa manera va a la cárcel por tres años. 
Sin embargo, durante este tiempo, sus otros hijos liderados por su hijo mayor Ben, se rebelan contra su padre aprovechándose del poder que ahora tienen, lo que lleva a su muerte. Por ello Joe jura vengarse de sus hermanos por lo que hicieron durante su encierro en cuanto salga de prisión poniendo una lanza en el lugar de su entierro. Cuando sale de la prisión, Ben, el verdadero artífice de lo ocurrido, lo espera una vez que regresa a la casa de su padre, ahora abandonada, donde se encuentra con su madre y Two Moons, el hombre más leal a su padre. Se encarga que sus hermanos no puedan interferir e intenta matarlo cuando quiere luego ver a Barbara, la mujer que ama. 
El mortal combate casi termina con el asesinato de Joe, cuando Two Moons, previendo la conducta de Ben, sigue a Joe y mata a Ben antes de que consigua su propósito. El tiempo pasa y Joe se ha casado con Barbara, Deciden marcharse del lugar y visitan una última vez la tumba del padre de Joe. Allí Joe rompe la lanza y con ello el feudo que tenía con sus hermanos y se va del lugar con Barbara.

## Reparto
- Spencer Tracy como Matt Devereaux.
- Robert Wagner como Joe Devereaux.
- Jean Peters como Barbara.
- Richard Widmark como Ben Devereaux.
- Katy Jurado como Señora Devereaux.
- Hugh O'Brian como Mike Devereaux.
- Eduard Franz como Two Moons.
- Earl Holliman como Denny Devereaux.
- E. G. Marshall como El Gobernador.

## Premios

### Oscar 1954
| Categoría               | Persona       | Resultado |
| ----------------------- | ------------- | --------- |
| Mejor actriz de reparto | Katy Jurado   | Candidato |
| Mejor argumento         | Philip Yordan | Ganador   |